# Laguna Di Ferdinando
La Laguna Di Ferdinando es una pequeña laguna endorreica de elevada salinidad, que se encuentra en el centro-norte de la Provincia de Santa Cruz, en el sur de Argentina en el Departamento Deseado. Para acceder a la misma se deben recorrer 9 km por un camino consolidado en dirección E desde la Ruta Provincial 18.
La Laguna tiene una superficie de 8,75 ha aunque la misma varia durante el año, llegando a valores de 4 ha. Si bien es un cuerpo de agua pequeño es de gran importancia para la avifauna patagónica, así como también para la mastofauna local, convirtiéndose en un lugar de importancia para la conservación de especies.

## Historia
- 1921 es fundada la localidad de Las Heras surgida gracias a la construcción del ferrocarril.
- 1924 Sandalio Di Ferdinando, colono italiano, se ubica en cercanías de la laguna instalando un puesto y corrales junto a la misma para realizar la actividad ganadera donde se origina el nombre.
- 1940 - Actualidad, la explotación hidrocarburifera de la cuenca del Golfo de San Jorge genera intensa actividad en los alrededores de la laguna con la instalación de Pozos de producción, Baterías, caminos e infraestructura asociada.

## Fauna
La laguna alberga una importante población de fauna local:
Mamíferos

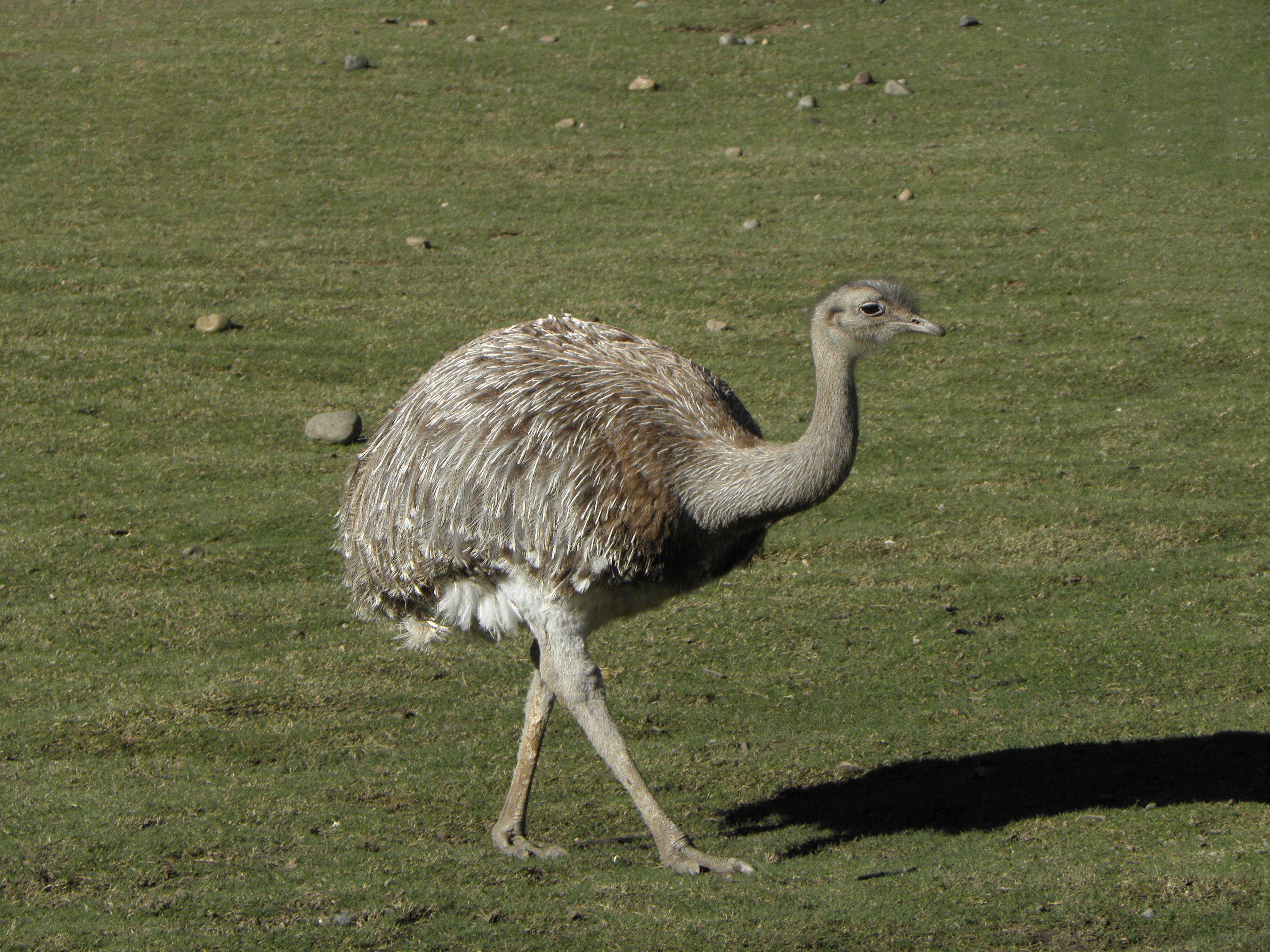
Una ave característica de esta ecorregión es el choique patagónico (Rhea pennata pennata).

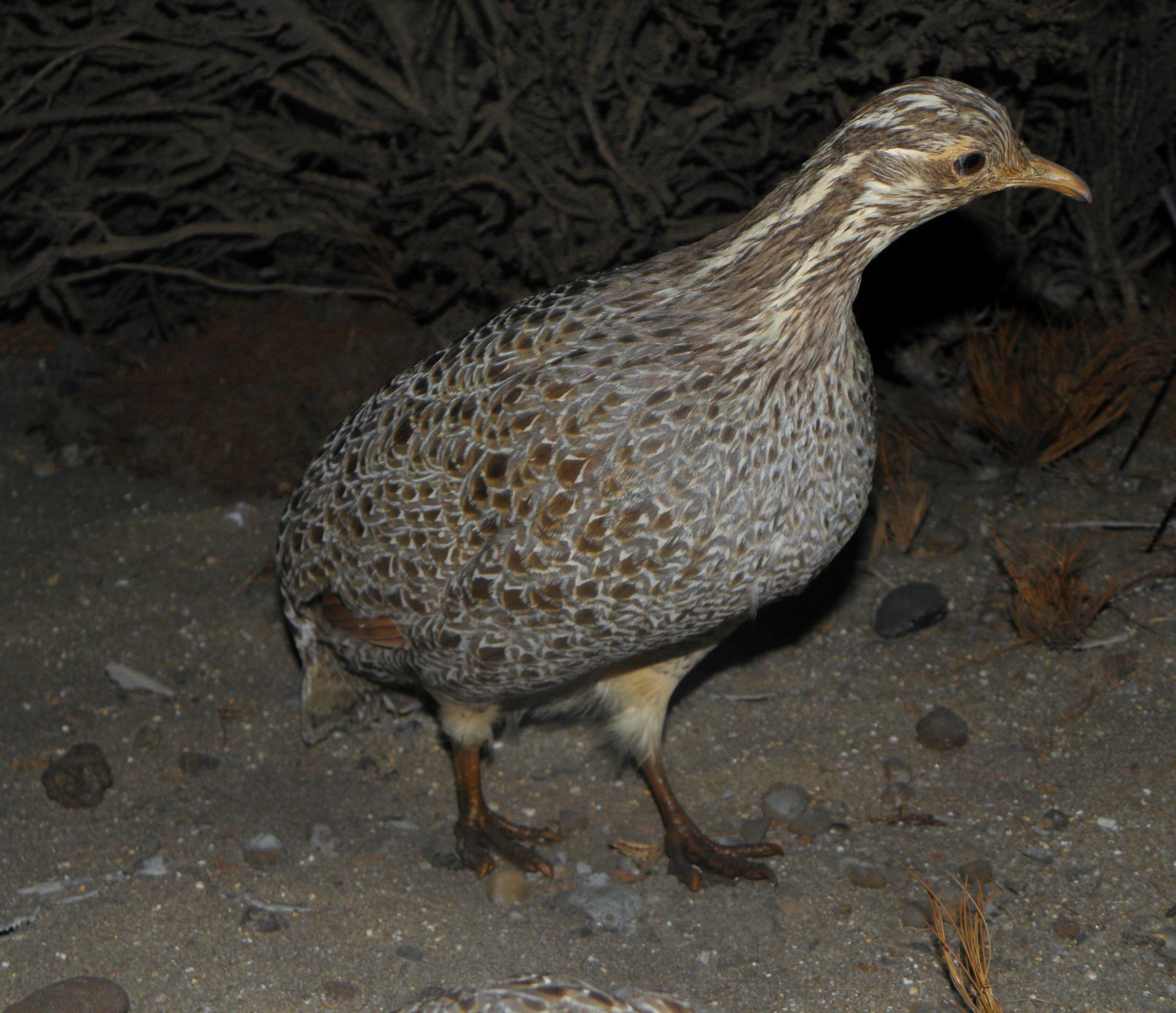
La quiula patagónica (Tinamotis ingoufi) es característica de esta ecorregión.

Entre los mamíferos más importantes se encuentran el guanaco austral (Lama guanicoe guanicoe) de abundancia en esta ecorregión. También se encuentra el puma patagónico (Puma concolor puma), el zorro gris (Lycalopex griseus), el zorro colorado patagónico (Lycalopex culpaeus magellanicus), la mara (Dolichotis patagonum), el huroncito patagónico (Lyncodon patagonicus), el lestodelfo patagónico (Lestodelphys halli), el cuis enano (Microcavia australis), zorrino patagónico (Conepatus humboldtii), etc.  
Aves
Se observan asociadas a la misma numerosos taxones de aves endémicas. Entre las más representativas se encuentran el choique patagónico (Rhea pennata pennata), la quiula patagónica (Tinamotis ingoufi), la bandurrita patagónica (Ochetorhynchus phoenicurus), el jilguero patágonico (Sicalis lebruni), la copetona común (Eudromia elegans), etc.